# Мартін (Південна Дакота)
Мартін (англ. Martin) — місто (англ. city) в США, в окрузі Беннетт штату Південна Дакота. Населення — 938 осіб (2020).

## Географія
Мартін розташований за координатами 43°10′30″ пн. ш. 101°43′56″ зх. д. / 43.17500° пн. ш. 101.73222° зх. д. (43.175039, -101.732108).  За даними Бюро перепису населення США в 2010 році місто мало площу 1,36 км², уся площа — суходіл. В 2017 році площа становила 1,44 км², уся площа — суходіл.

## Демографія
Згідно з переписом 2010 року, у місті мешкала 1071 особа в 401 домогосподарстві у складі 246 родин. Густота населення становила 785 осіб/км².  Було 467 помешкань (342/км²).
Расовий склад населення:
| - 48,3 % — корінних американців - 41,6 % — білих - 1,2 % — азіатів - 0,1 % — чорних або афроамериканців |

До двох чи більше рас належало 8,3 %. Частка іспаномовних становила 4,1 % від усіх жителів.
За віковим діапазоном населення розподілялося таким чином: 30,4 % — особи молодші 18 років, 53,8 % — особи у віці 18—64 років, 15,8 % — особи у віці 65 років та старші. Медіана віку мешканця становила 31,7 року. На 100 осіб жіночої статі у місті припадало 87,9 чоловіків;  на 100 жінок у віці від 18 років та старших — 83,0 чоловіків також старших 18 років.
Середній дохід на одне домашнє господарство  становив 65 291 долар США (медіана — 42 188), а середній дохід на одну сім'ю — 81 317 доларів (медіана — 54 000). Медіана доходів становила 42 917 доларів для чоловіків та 31 850 доларів для жінок. За межею бідності перебувало 16,7 % осіб, у тому числі 24,4 % дітей у віці до 18 років та 4,5 % осіб у віці 65 років та старших.
Цивільне працевлаштоване населення становило 454 особи. Основні галузі зайнятості: освіта, охорона здоров'я та соціальна допомога — 37,4 %, роздрібна торгівля — 14,3 %, публічна адміністрація — 9,3 %, сільське господарство, лісництво, риболовля — 9,0 %.